# 低強度戰爭

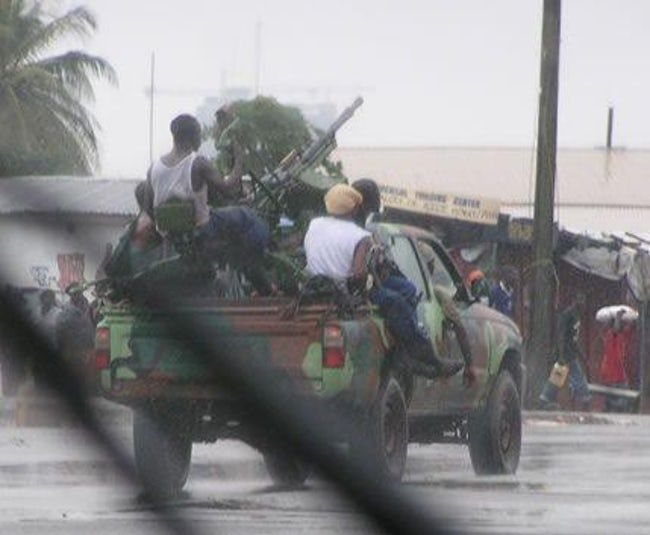
利比里亚的游擊叛軍

低強度戰爭（英語：Low-Intensity Conflict, ）指介於國與國開戰的大型戰爭與和平狀態間的半戰爭事件。现可视为軍事衝突。
低強度戰爭通常由輕兵器的步兵實行，而不使用戰車、海軍、空軍等重武器，可能是特種部隊的潛入暗殺、製造動亂、破壞指定設施等，但是隨著武器精密度上升，也有可能有外海軍艦發射的飛彈或是小數量隱形戰機攜帶精準炸彈介入低強度戰爭事件。
低強度戰爭通常出現在一國對另一國希望發動戰爭，但又因種種考量認為全面宣戰代價太高，所以進行非武力型的電子戰、輿論戰等之虞，搭配進行幾場小的武力攻擊介入，意圖形成一種局面的政治效果，達成接近大型戰爭的目的。好處在於事後可以否認和撇清自己的責任，中國學者認為低強度戰爭可能是未來超限戰的一環，也有國際學者認為恐怖攻擊是一種低強度戰爭。長期的低強度戰爭的不安全感會導致社會不穩和國力衰退、外資撤資等經濟政治效果。
美國1978年國防權限法設立了國安保障委員會和低強度戰爭委員會。

## 參看
- 混合战争
- 非對稱作戰
- 游擊戰
- 超限戰